# Lolita Monga
Pour les articles homonymes, voir Monga (homonymie).
Lolita Monga, née en mars 1963 à Saint-Denis de La Réunion, est une comédienne, metteuse en scène et auteure dramatique. Elle travaille au sein de plusieurs compagnie, dont celle qu'elle crée et dirige, la compagnie Lolita Monga, à l'île de La Réunion.

## Biographie
Lolita Monga naît en mars 1962 à  Saint-Denis de La Réunion. Elle grandit dans le quartier de La Redoute, dans une famille de trois enfants. Lolita Monga écrit depuis qu'elle est petite des poèmes, des chansons.
Elle part suivre des études de sociologie à Lyon et s'inscrit aux cours de théâtre de l'Iris à Villeurbanne. Elle reste huit ans à Lyon avant de retourner à La Réunion où elle fonde en 1993 la compagnie Acte 3 avec Robin Frédéric. Elle devient également codirectrice du Théâtre les Bambous à Saint-Benoît. Elle est nommée le 1er mai 2007  codirectrice avec Pascal Papini du Centre dramatique de l’Océan Indien (CDROI). Après le départ de celui-ci pour le conservatoire de Toulouse, elle est renouvelée, seule, à la direction du Centre dramatique de l’Océan Indien jusqu'au 31 décembre 2016,.
Elle obtient le diplôme d’état de théâtre ainsi qu'une bourse d’écriture du ministère de la culture pour Le vieux rêve, une bourse CNL et une résidence aux Francophonies de Limoges pour Vénus, une aide d’encouragement du ministère de la culture pour Le pays resté loin et Le vieux rêve, une bourse de commande d’écriture pour Géant petit homme en 2008, l’aide à la création du Centre national du théâtre pour Vénus et Géant petit homme en 2008, et en 2019 une bourse de la Région Réunion pour La boue sou la po.
Lolita Monga bénéficie d’une commande d’écriture du Centre dramatique national de Montluçon, de nombreuses résidences : Terrasson, Scène nationale d’Aubusson, Centre dramatique national de Limoges. Des lectures de ses textes sont faites dans divers lieux culturels : Le Tarmac, le Théâtre international de langue française, AGJA en Corse, le musée d’Orsay, la Maison de la poésie à Paris, le Théâtre de l’Aquarium à Paris, le Centre dramatique national de Montpellier-Languedoc-Roussillon, l'Institut français du Maroc, avec l’Institut du tout Monde.

### Comédienne
Elle joue dans de nombreux spectacles et dans ses pièces. Elle joue dans Au nom de toutes en  novembre 2017 au théâtre du Châtelet dans une mise en scène de Danielle Gabou (filmé par France Télévision),à partir de témoignages de violences conjugales. Elle assure le triple rôle solo dans 3 femmes et la pluie avec Sébastien Lejeune, alias Loya, dans une mise en scène de Laurent Fréchuret en 2021. En 2020, sa compagnie va traverser l'île en charrette tirée par des chevaux, au plus près de la population rurale, et présenter au fil des étapes différentes pièces et de nombreuses petites formes théâtrales. En 2021 et 2024, elle se produit au festival d'Avignon.

### Adaptatrice, metteuse en scène
Lolita Monga adapte : Les Grenouilles d’Aristophane, L’oiseau vert de Carlo Gozzi, Samdi soir pou oublié d'après DAEWOO de François Bon, Mobie Diq de Marie Redonnet, Roméo é Julièt de William Shakespeare. 
Elle est metteuse en scène avec la compagnie Acte 3, au Centre dramatique de l'Océan Indien et avec la Cie Lolita Monga de : Le monde point à la ligne de Philippe Dorin, Samdi soir pou oublié ( d’après François Bon), et de ses propres textes : Zistoir, Somin vavanguèr, Paradise, Dedans dehors c’est pas pareil, Masin désot lo tan, Ouvertures, Majorettes, Notre Dame d’Haïti, Ono- ma, Roméo é Julièt, La Fugue, An lèr piton. Ses spectacles ont été joués en France, Roumanie, Mayotte, Corse, Les Comores, Madagascar, Haïti.

### Écrivaine
Traditions africaines définit l'écriture de Lolita Monga comme « ancrée dans la vie réunionnaise, elle n’hésite pas à malaxer les langues pour trouver le dire de soi à l’autre. Une langue flamboyante d’une grande invention poétique, qui mêle créole et français. ». Elle déclare dans le Journal de la Réunion : « Les Réunionnais sont compliqués parce qu’ils sont faits de plusieurs mondes. Nous sommes écartelés entre tous ces mondes. J’ai toujours considéré que c’était une richesse. Je n’ai aucun complexe à travailler en français et en créole, à mélanger les deux et à y ajouter des mots malgaches ». Elle témoigne de la réalité de son pays avec son regard personnel.
Outre ses œuvres théâtrales, Lolita Monga écrit un Manuel pour les lycées, éditions du Centre régional de documentation pédagogique de la Réunion, pour un Manifeste d’une nouvelle poésie réunionnaise, trois poèmes : Funambules – Avalanches – Au plus profond. Saroyaze est inscrit au répertoire national ANETH (Aux nouvelles écritures théâtrales). Elle fait partie du comité de lecture et publie dans la revue haïtienne des cultures créoles DO-KRE-I-S. Poème confiné d’outre-mer, publication Labo 148 est paru dans la revue la Velociaptora Histrionica, édition La Marge dans une traduction espagnole (2020).

### Interventions événementielles
Le 10 mai 2019, à l'occasion de la Journée nationale des mémoires de la traite, de l’esclavage et de l’abolition, et autour de l’exposition internationale Le modèle noir de Géricault à Matisse, elle participe à la nuit poétique du Tout-Monde au musée d'Orsay avec une autre Réunionnaise, Kaloune. En 2021, sa compagnie reçoit le Label de la Fondation pour la mémoire de l'esclavage pour le mois des mémoires, autour d'un évènement et une exposition sur le marronnage à l'occasion du 20 décembre fête de la liberté,, au théâtre de Belleville, CDNOI. Elle se passionne pour la création de costumes et les teintures naturelles qui font partie de son travail depuis 3 ans.

## Œuvres

### Spectacles avec les compagnies Acte 3 et Lolita Monga
- Écriture : Le Vieux Rêve, Le Cercle, Balsamines,
- Saroyaze, chant pour six comédiens,
- Mielchoka,
- Kabaré Faham,
- Mamans d’l’eau,
- Soti,
- Le pays resté loin,
- Géant petit homme,
- Vol somin kann,
- Vénus, il était une fois signifie maintenant,
- L’histoire du théâtre premier volet : la Grèce,
- Monologue pour une voiture et un comédien : « Dedans dehors c’est pas pareil »,
- Paradise,
- Somin vavanguèr,
- Majorettes,
- Masin désot le temps,
- kabar palamké,
- An lèr piton,
- Notre-Dame d’Haïti,
- La Fugue,
- Lontan ou té bain dan la baie,
- L’histoire du théâtre grec,
- Ouvertures,
- Onoma,

- Des ravines (2020)[13],
- Le tan sarêt[14].

### Festival d'Avignon
- Poème confiné d'outre-mer (2020)[15]
- La supplication (2024)[16].

### Ouvres théâtrales
- Le Vieux rêve, éditions Grand Océan,
- Le cercle, éditions Grand Océan,
- Balsamines, éditions Grand Océan,
- Saroyaze - chant pour six comédiens, éditions Grand Océan,
- Géant petit homme, éditions K,
- Paradise, éditions Théâtrales,
- Vénus, éditions du Serpent à plumes,
- Le Vieux Rêve, dans Littérature réunionnaise.

### Ouvrage
- Leconte de Lisle L’esprit nomade, éditions Grand Océan (1995).

## Honneurs
- 2011 :  Chevalière de l'ordre des Arts et des Lettres[17].
- 2019 :  Chevalière de l'ordre national du Mérite[18].

## Prix
- prix Aneth (Aux nouvelles écritures théâtrales) pour Saroyaze ;
- grand prix des journées des auteurs de Lyon pour Paradise (2011)[19] ;
- lauréate Labo 148, nouvelles cartographies lettre du Tout-monde pour Poème confiné d’outre-mer.